# Deltocyathus moseleyi
Espèce
Statut CITES
Deltocyathus moseleyi est une espèce de coraux appartenant à la famille des Deltocyathidae ou Caryophylliidae.